# Ville-Savoye

Ville-Savoye este o comună în departamentul Aisne din nordul Franței. În 1 ianuarie 2022 avea o populație de 83 de locuitori.